# Acomys minous
Il topo spinoso di Creta (Acomys minous  Bate, 1906) è un roditore della famiglia dei Muridi endemico dell'isola di Creta.

## Descrizione

### Dimensioni
Roditore di piccole dimensioni, con la lunghezza della testa e del corpo tra 90 e 128 mm, la lunghezza della coda tra 89 e 120 mm, la lunghezza del piede tra 18 e 20 mm, la lunghezza delle orecchie tra 16 e 20 mm e un peso fino a 86 g.

### Aspetto
La pelliccia presenta peli spinosi sottilissimi lunghi mediamente 10,5 mm, le parti superiori sono grigiastre, i fianchi variano dal grigiastro al bruno-rossiccio. mentre le parti ventrali sono biancastre. Il muso è appuntito, le orecchie sono grandi. La coda è uguale o più lunga della testa e del corpo. Il cariotipo è 2n=38-40 FN=66-68.

## Biologia

### Comportamento
È una specie terricola, crepuscolare e notturna. Si arrampica con agilità e durante la corsa solleva frequentemente la coda sul dorso. Forma piccole comunità isolate dominate da una femmina.

### Alimentazione
Si nutre soprattutto di semi e talvolta di insetti.

## Distribuzione e habitat
Questa specie è endemica dell'isola di Creta.
Vive in zone aride, incluse boscaglie e versanti rocciosi fino a 1.000 metri di altitudine. Si trova in vicinanza dei centri abitati e talvolta entra nelle case, particolarmente in inverno.

## Conservazione
La IUCN Red List, considerato che questa specie potrebbe essere sinonimo di Acomys cahirinus e necessita quindi di ulteriori informazioni, classifica A.minous come specie con dati insufficienti (DD).